# Epitaph für Philipp von Stain

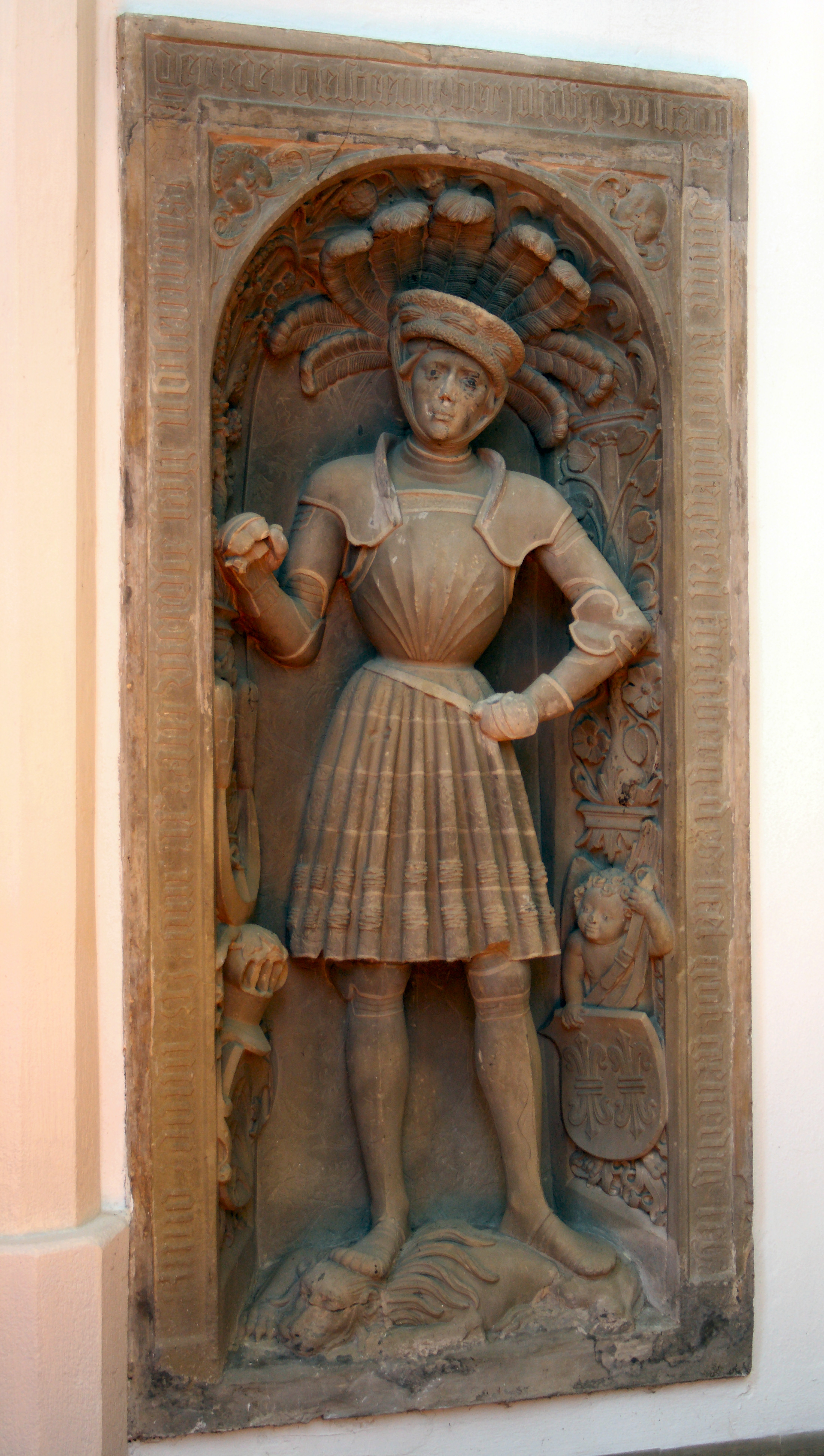
Epitaph für Philipp von Stain

Das Epitaph für Philipp von Stain befindet sich in der katholischen Pfarrkirche St. Martin im Gemeindeteil Jettingen von Jettingen-Scheppach im Landkreis Günzburg in Bayern. Das Epitaph ist ein Teil der als Baudenkmal geschützten Ausstattung der Kirche.

## Beschreibung
Das aus Sandstein gefertigte Renaissance-Epitaph für Philipp von Stain wird dem Meister des Mörlinepitaphs (um 1500) zugeschrieben. In einer Rundbogennische mit Pflanzenornamenten und Wappenschilden steht auf einem Löwen der Verstorbene. Das lebensgroße, fast vollplastische Standbild des Ritters ist mit einem federgeschmückten Barett und einem Waffenrock dargestellt.